# 禾葉狸藻
禾葉狸藻（學名：Utricularia graminifolia）為狸藻屬多年生小型陸生食虫植物。。其种加词“graminifolia”来源于拉丁文“gramen”和“folium”，意为“草”和“叶”，指其草状叶片。禾叶狸藻分布于亞洲，存在于緬甸、中國、印度、斯里蘭卡、以及泰國。禾叶狸藻陸生或半水生于潮濕泥土或溼地上，通常分布於低海拔地区，但在緬甸的种群可分布于海拔1500米处。1804年，马丁·瓦尔正式描述了禾叶狸藻。
禾葉狸藻生長快速，一般栽培時常可見到其植株自盆底伸出，向其他盆栽底部鑽入，常導致其他盆栽的狸藻逐漸消失，全部變成禾葉狸藻。其也常作為完全沉水的前景草使用，但無水中開花紀錄。一般水族界将其称为「挖耳草」或「烏拉草皮」，前者俗稱也常使禾葉狸藻與兩裂狸藻混淆。

## 形态特征
禾叶狸藻的茎匍匐，丝状，长2至8厘米。叶呈线形或线状倒披针形，顶端急尖或钝形，基部渐狭，长4至10毫米，宽0.8至1.5毫米，膜质。
禾叶狸藻的捕虫囊球形，侧扁，长0.5至1.3毫米，具柄；上唇具2条不分枝的钻形附属物。
禾叶狸藻的花序长2.5至30厘米。花位于上部，共1至6朵。花序轴为圆柱形，直径0.4至1毫米，具1至3枚鳞片。苞片于鳞片同形，卵形，顶端渐尖，长2至2.5毫米。小苞片短于苞片，钻形。花梗为丝状，上部具翅，长2至13毫米。花萼2裂至基部，上唇略大于下唇，裂片为卵形，极端急尖至渐尖。花冠为淡紫色至紫红色，长7至13毫米；上唇为狭长圆形，略长于上萼片，顶端圆或微凹；下唇为卵圆形，顶端圆；喉凸隆起；距狭圆锥状钻形，顶端渐尖。雄蕊和雌蕊均无毛。花丝线形，弯曲，上部膨大，长约1.5毫米。子房为宽椭圆球形。花柱短。柱头下唇为变异性，上唇为截形。花期为5月至12月。
禾叶狸藻的蒴果为长球形，长2至3毫米。种子为椭圆球形，长0.3至0.4毫米，具网状突起，网格纵向延长。

## 相关物种
禾葉狸藻的花朵易與網紋狸藻（U. reticulata）混淆，然而可藉由花冠的特徵來辨識。禾葉狸藻的下瓣唇與上瓣唇的閉合角度較小，下瓣唇隆起處較圓。而禾葉狸藻尚未開花時，其細長葉也常與兩裂狸藻（U. bifida）混淆不清。

## 外部連結
- 食虫植物照片搜寻引擎中禾叶狸藻的照片 （页面存档备份，存于）

 维基共享资源上的相關多媒體資源：禾葉狸藻
 維基物種上的相關：禾葉狸藻